# ستاد جهاز الرياضة العسكري
ستاد جهاز الرياضة العسكري (يعرف كذلك بستادجهاز الرياضة)، هو ستاد متعدد الاستخدامات يقع في مدينة القاهرة في مصر. وهو حاليا يستخدم في الغالب في مباريات كرة القدم حيث يستضيف مباريات نادي طلائع الجيش ويتسع الأستاد لأكثر من 29.000 متفرج.